# Електрически двигател
Електрическият двигател е електрическа машина, която преобразува електрическа енергия в кинетична. Обратната задача, превръщането на кинетичната енергия в електрическа се извършва от генератор или динамо. Някои видове електрически машини могат да изпълняват и двете функции.

## История
Превръщането на електрическата енергия в механична чрез електромагнитни средства е демонстрирано от Майкъл Фарадей през 1821 г. Демонстрацията е представена като свободно висящ проводник, потопен в живак, а в центъра на живака е поставен постоянен магнит. Когато през проводника премине ток, той се върти около магнита, показвайки че протичащият ток създава въртящо магнитно поле около проводника. Този двигател често се демонстрира в училищата, но вместо живак се използва солена вода и това е най-простата форма на електрически двигател. Нарича се още еднополярен двигател. По-усъвършенстван вариант е колелото на Бароу, но този тип еднополярни двигатели си остават неподходящи за практическо приложение.
Има два основни типа електродвигатели – асинхронни и синхронни машини – те възникват, като замисъл и реализация почти едновременно в края на деветнадесетото столетие в резултат на упорития творчески труд на трима души – Никола Тесла, Михаил Доливо-Доброволски и Галилео Ферарис. Те работят напълно независимо един от друг в различни държави. Всеки от тях разработва асинхронната си машина наред с късосъединената ѝ „версия“ (с ротор накъсо). Разработват ги за дву- и трифазната токови системи, съединенията на "звезда“ и „триъгълник“ за трифазни системи. По-късно се разработват машини „многоъгълник“ за повече от три фази.
По-късно, когато се разработват многофазни машини, за работа в по-малко фазна мрежа се използват фазоизместващи елементи, като дросели и кондензатори в останалите фази на машината.
Принципът е колкото може векторът на въртящото се магнитно поле да е по-близо до идеална окръжност за всички работни режими.

### Първи постояннотокови електродвигатели
- Първият колекторен DC електромотор в състояние да задвижи машини е изобретен от британския учен William Sturgeon през 1832 година[3].
- След Sturgeon работата по електрически двигател за комерсиално използване е продължена от американския изобретател Томас Дейвънпорт, който патентова електромотор през 1837 година. Двигателите работят при скорост до 600 оборота в минута, и се използват за задвижване на машини в печатница[4]. Поради липсата на централно токозахранване този тип задвижване обаче дълго време не търпи развитие.
- През 1855 Jedlik построил устройство работещо на подобни принципи. С него той задвижил модел на електрическа кола още същата година.
- Първият комерсиален успех на електромоторите е през 1871 година, благодарение на изобретението на Зеноб Грам, който подобрява конструкцията на котвата. През 1873 г. Грам установява, че това динамо може да се използва и като електродвигател, което той демонстрира с голям ефект в изложби във Виена и Филаделфия, като свързва два такива DC машини на разстояние до 2 км една от друга, като генератор и двигател[5].

### Първи променливотокови електродвигатели
- През 1882 Никола Тесла открива принципите на въртящото магнитно поле и въвежда използването на въртящия момент за работа с машини. Той го използва, за да създаде един уникален двуфазен индукционен двигател през 1883 г[6][7][8][9][10][11]
- През 1885 г., Галилео Ферарис независимо открива тази концепция[12]. През 1888 г. Ферарис публикува своето откритие във вестника на Кралската Академия на науките в Торино[13][14]. През същата година Никола Тесла патентова двуфазна система за захранване на няколко вида двигатели на променлив ток, разработени от него. Поради големите възможности на променливия ток за отдалечено токозахранване, Джордж Уестингхаус незабавно купува патентите на Тесла и те са внедрени в производство.[15][16][17][17][18][18][19][20]
- Михаил Доливо-Доброволски доразвива идеята, като изобретява трифазен мотор с кафезен ротор през 1889 г. и трифазен трансформатор през 1890 година[21][22]. Този тип двигатели се използват най-често.[23].

### В България
В България производството на асинхронни машини за двигатели започва едва през тридесетте години на 20 век в малки частни работилници в градове като Троян в работилницата на Марин Стаевски, Ловеч, Габрово и София. По-късно е построен силнотоковият завод „Васил Коларов“ край София, където започва серийно производство на електрически машини. През 50-те години развитието на отрасъла е бурно – страната се електрифицира, строят се заводи, има огромна нужда от двигатели в производството и в електротранспорта, от генератори в електроцентралите. Производството на електрически машини се разпределя по територията на страната и заводите се специализират. Например, големите асинхронни машини продължават да се произвеждат в София, средно големите (от 4-ти, 5-и, а по-късно и от 6-и) габарити се преместват за производство в завод „ЗАЕ-Пловдив“ в началото на 60-те – и в „ЗЕД Димо Дичев‟ в Харманли, а малките, които имат най-богата и разнообразна номенклатура, се преместват в завод „Елпром Троян“ и в „Елпром Тетевен“. 
Развитието на изследванията в областта на електрическите машини в НИПКИЕП „Никола Белопитов“ довеждат до впечатляващи резултати – непрекъснато се подобряват енергийните, експлоатационните и естетико-ергономичните характеристики на асинхронните двигатели, произведени в България.
- През 2018 г. екип български изобретатели начело с Александър Христов разработва по-ефективен вариант на асинхронните двигатели, при които външната част на ротора с електрическите намотки е отделена от феромагнитната сърцевина[25]. Вътрешната феромагнитна част на ротора е лагерувана към вала на двигателя и може да се върти отделно от външната част на ротора. Така въшната част на ротора заедно с вала се въртят асинхронно както при традиционните асинхронни двигатели, а вътрешната част на ротора се върти синхронно с генерираното от статора магнитно поле, т.е. като ротор на синхронен двигател. По този начин се намаляват загубите от генерирането на токове на Фуко и пренамагнитване на феромагнитната сърцевина на ротора.

## Устройство и принцип на действие
Повечето електрически двигатели работят под действието на електромагнетизъм, но също съществуват и такива работещи под влиянието на други сили, например електростатични сили или пиезоелектричен ефект. Основният принцип, на който е основана работата на електромагнитните двигатели, е използването на механичната сила (сила на Лоренц), която въздейства на всеки токоносещ проводник поставен в магнитно поле. Силата е описана от закона на Лоренц и е перпендикулярна както на проводника, така и на магнитното поле. Повечето магнитни двигатели са въртеливи но съществуват и линейни. Във въртящия двигател въртящата част (обикновено се намира вътре) се нарича ротор, а неподвижната част се нарича статор. Роторът се върти защото проводниците и магнитното поле са поставени така, че се оформя ротационна сила около вала на ротора. В зависимост от конструкцията двигателят може да съдържа както постоянни магнити, така и електромагнити. Ефективността на даден двигател е важен критерий при избора му за конкретна система, затова необходимо е да се знае и характеристиката на КПД при различните натоварвания. Тъй като ефективността се променя с промяна на натоварването, възможно е двигател, предназначен да работи с висока ефективност при пълно натоварване, да не гарантира същата ефективност и при частично натоварване.

## Категоризация
Традиционно електродвигателите се делят на постояннотокови и променливотокови, като и в двата случая се подразбира използване на електромагнитен принцип за преобразуване на електрическата енергия във въртеливо движение. В по-ново време са създадени електродвигатели, които не отговарят на такава дефиниция, като например линейния електродвигател, при който се генерира линейно движение или ултразвуковите двигатели, при които се използва пиезоелектричен ефект.
По вид на използваната електроенергия биват:
- Постояннотокови двигатели
- Променливотокови двигатели

По конструктивно изпълнение биват:
- Колекторни двигатели
- Безколекторни двигатели

## Променливотокови двигатели

### Структурни елементи и видове
Обикновено променливотоковият двигател се състои от две части:
1. Външен неподвижен статор с намотки, захранени с променлив ток, които създават въртящо се магнитно поле и;
2. Вътрешен ротор, закрепен към вала.

Съществува и т. нар. „Обърнат двигател“, на който роторът е отвън, а статора вътре.
Има два основни типа променливотокови двигатели, според конструкцията:
- синхронен двигател, който се върти точно със синхронна скорост (скоростта на въртящото се магнитно поле);
- асинхронен (индукционен) двигател, чиято скорост е по-малка от синхронната. Роторът е кафезен, с намотка или друга конструкция.

### Синхронни двигатели
Синхронните машини са се използвали най-вече като генератори. В последно време все по-често се използват и като двигатели. Особено бурно това стана след създаването на мощни ключови транзистори от типа IGBT, MOSFET и тиристори GTO, IGCT, SGCT имащи възможност и за изключване по управляващия електрод. Синхронните двигатели са незаменими при използването им за свръх големи мощности. Най-големият синхронен двигател е с мощност 220 MW и се използва за задвижване на вентилатор за аеродинамична тръба.

### Асинхронни двигатели
Асинхронен двигател е двигател при който честотата на въртене на ротора не е равна на честотата на въртящото магнитно поле, създавано от намотките на статора. Поради простото си устройство, надеждност и по-ниска цена това са най-често използваните електромотори в днешно време. По количеството захранващи фази тези двигателите се подразделят на:
> еднофазни – пуска се ръчно, или има пускова намотка, или има фазоизместваща верига;
> двуфазен – или Кондензаторен двигател;
> трифазен;
> многофазен;

## Постояннотокови двигатели
Постояннотоковите електрически двигатели са двигатели, захранвани с постоянен ток. Това са първите електромотори намерили практическо приложение. Тъй като четките се износват и се нуждаят от подмяна, откритите впоследствие асинхронни двигатели на променлив ток са заели местата на колекторните DC мотори в много сфери. Въпреки това колекторните постояннотокови двигатели продължават и до днес да бъдат използвани без алтернатива на много места където не е изгодна употребата на променливо напрежение – (автомобилни стартери, машини за хартия и други. Постояннотоковите двигатели имат най-голям въртящ момент, от всички електродвигатели, при ниски скорости на въртене и еднакви масообемни показатели. Напоследък се наблюдава бурно развитие при безколекторните постояннотокови електрически двигатели.

## Универсални двигатели
Вариант на постояннотоковия двигател е универсалният двигател. Името му произлиза от факта, че може да се захрани както с постоянно, така и с променливо напрежение. В практиката обикновено тези двигатели се захранват с променливо напрежение. Принципът се състои в това, че в универсалния двигател полето на котвата и индуктора (от там сумарният магнитен поток) се сменят по едно и също време и въртящият момент ще е винаги в една и съща посока. Двигателят трябва да е специално проектиран, така че да може да се захранва и с променливо напрежение заради комутацията и импеданса на намотките. При не добро проектиране искрите в колектора са значителни. Универсалният двигател е по-малко ефективен от еквивалентния „чист“ постояннотоков двигател. Тези двигатели са винаги серийни /при променлив ток има изместване на вектора на магнитното поле между статорното и роторно поле. Котвата е с малко, но дебели проводници, а индукторът с много но тънки проводници и при променлив ток се получава твърде неефективен или неработещ двигател/. Мощността им е ограничена и рядко надминава два киловата. В някои страни универсалните двигатели са в основата на традиционната им железница. За да подобрят комутацията, те често работят при напрежение с понижена честота 25Hz или 16 2/3 Hz.
Предимството на универсалния двигател е, че може да се захранва с променливо напрежение и има близки характеристики с постояннотоковия двигател: голям пусков въртящ момент, малки размери, високи скорости на въртене, лесно регулиране на скоростта на въртене. Затова такива двигатели се използват в мощни ръчни инструменти (ъглошлайфи, ръчни бормашини, електрически ножици и триони, домакински и промишлени миксери, и др.) Тези двигатели, както и постояннотоковите, имат много добри масообени показатели. Регулирането на оборотите им, когато е захранен с променливо напрежение, се осъществява с тиристорна или транзисторна схема. Стъпковият контрол при стъпковите двигатели лесно може да се осъществи с микропроцесорна схема и тиристор или транзистор, комутиращ намотките. Домакинските роботи, които се рекламират заради многото си скорости, комбинират намотки с няколко извода който се управляват от контролери.

## Други видове
Ротационни преобразуватели

### Шраге-Рихтерелектродвигатели
- Трифазен колекторен двигател с паралелно възбуждане, захранван от ротора [26]

#### – Стъпкови двигатели
- Хистерезисни двигатели

- Ултразвукови двигатели